# خدامراد مرادیان
خدامراد مرادیان استاد ادبیات عرب در دهه‌های ۱۳۴۰ و ۱۳۵۰ خورشیدی دانشگاه‌های تهران، اسکندریه و الازهر و عین شمس، مصر و مؤسس گروه زبان و ادبیات پارسی در دانشگاه‌های صنعا و عدن است. او پس از انقلاب عملاً از تدریس کناره‌گیری کرد.

## زندگی
خدامراد مرادیان، فرزند محمد حسن در سال ۱۳۱۱ در روستای ریز قبلی، شهر زرین شهربه دنیا آمد؛ و تحصیلات مقدماتی خود را در مکتب خانه‌های جعفر زاهدی و عبدالوهاب احمدی و غلامحسین ادیبی شروع و سپس تحصیلات حوزوی را از سال ۱۳۲۰ تا ۱۳۳۵ در مدرسه علوم دینی ریز قبلی (مدرسه محمودیه) تا دوره سطح، ادامه داد و هم‌زمان نیز دوره ابتدایی و سیکل اول و پنج علمی و شش ادبی آن روز را به صورت متفرقه خواند و موفق به اخذ دیپلم کامل متوسطه گردید.
سپس در سال ۱۳۳۵ عازم تهران شد و هم‌زمان در دو رشته حقوق و زبان و ادبیات عربی پذیرفته شد که به عنوان فرد برگزیده تحصیل در رشته زبان و ادبیات عربی دانشکده الهیات [دانشگاه تهران]را جهت ادامه تحصیل برگزید. سپس وی در سال دوم تحصیل (۱۳۳۶) در چهارچوب برنامه‌های تبادل فرهنگی با دانشگاه‌های خارجی به عنوان فرد برگزیده عازم دانشکده ادبیات [شهر بغداد] گردید و پس از شش سال هم‌زمان با اخذ درجه لیسانس ادبیات عربی دانشگاه تهران موفق به دریافت لیسانس و فوق لیسانس در رشته زبان و ادبیات عربی از دانشگاه بغداد شد. او در سال ۱۳۴۴ به کشور بازگشت و اقدام به تداوم تحصیلات تکمیلی تا سطح دکترای ادبیات عربی در سال (۱۳۴۶) در [دانشگاه تهران] نمود که در ادامه در سال(۱۳۴۹) از خدمت در آموزش و پرورش به گروه زبان وادبیات عربی دانشگاه تهران منتقل و در پست استادی این دانشگاه مشغول به خدمت شد. خدامراد مرادیان به دعوت مراکز و دانشگاه‌های علمی عرب شامل دانشگاه اسکندریه، الازهر و عین شمس جهت تدریس در این مراکز عازم کشور مصر گردید و این روند تا سال ۱۳۵۷و زمان بوقوع پیوستن تحولات اجتماعی در ایران ادامه داشت که در این سال به کشور مراجعت کرد و اقدام به تدریس در دانشگاه‌های تهران و کرج نمود، تا این‌که در سال ۱۳۷۵ بنا به دعوت وزارت امور خارجه جهت تدریس زبان وادبیات پارسی به کشور یمن مسافرت نمود و موفق به تأسیس گروه زبان و ادبیات پارسی در دانشگاه‌های صنعا و عدن همزمان با تدریس در آنجا گردید.و سرانجام در تاریخ ۱۸ آذر ۱۴۰۳ به علت کهولت سن درگذشت

## فعالیت‌های اجرایی و علمی
فعالیت‌های اجرایی و علمی مرادیان همزمان با تحصیل دردانشگاه بغداد با تدریس در دبیرستان علوی ایرانیان نجف اشرف و دبیرستان شرافت بغداد و استخدام در وزارت آموزش و پرورش ایران شروع شد که در مرحله بعدی پس از بازگشت به کشور به تدریس در دبیرستان‌های البرز، گواشیر و واحدی پرداخت و در سال ۱۳۴۹ نیز رسماً به‌عنوان استاد زبان و ادبیات عربی دانشکده ادبیات دانشگاه تهران مشغول به تدریس شد.

## پست‌ها و رتبه‌ها
مرادیان تاکنون پست‌ها و رتبه‌های مختلف علمی و دانشگاهی را احراز کرده‌اند که از آن جمله می‌توان به رئیس انجمن دبیران زبان و ادبیات پارسی تهران و نماینده تام‌الاختیار عربی دانشگاه تهران در دورهٔ شبانه و مراتب مختلف علمی شامل دبیر آموزش و پرورش، استادیار دانشکده ادبیات، استاد دانشکده مامایی ۱۷ شهریور، استاد دانشکده مامایی دانشگاه مفید، استاد آموزشکده خلبانی کشوری، استاد دانشکده زبان فارسی و زبان‌های خارجی (دانشگاه علامه)، استادیار دانشگاه هاوایی، استاد دانشگاه اسکندریه مصر، استاد دانشگاه الازهر مصر، استاد دانشگاه عین شمس مصر، استاد دانشگاه صنعا یمن، استاد دانشگاه آزاد اسلامی واحد مرکز، شمال و جنوب تهران، استاد دانشگاه آزاد کرج، استاد دانشگاه علمی، کاربردی تهران را اشاره کرد.

## جوایز
مرادیان در سال ۱۳۶۰ پس از بازنشستگی مفتخر به دریافت نشان برجسته علمی ایران در این عرصه و قرار گرفتن در جرگه چهره‌های ماندگار علمی کشور گردید.

## کتابشناسی
1. بررسی در آثار و احوال ابوحیان توحیدی شیرازی انتشارات بنیاد نیکوکاری نوریانی ۱۳۵۲.
2. کشور حیره درقلمرو شاهنشاهی ساسانیان از سلسله انتشارات بنیاد نیکوکاری نوریانی شماره مسلسل۱۳ مجموعه تاریخ و فرهنگ ایران تهران ۲۵۳۵.
3. مکالمات روزمره عربی به فارسی تهران ۱۳۶۲ انتشارات وحید.
4. اصول زبان عربی «حرف ونحو، قرائت، ترجمه و تجزیه وترکیب بانضمام سوالات کنکورهای زبان عربی با جواب‌های آنها».
5. ترجمه کتاب شبهاة حول الاسلام از محمد قطب.